# Kryzys jugosłowiański
Kryzys jugosłowiański – kryzys w 1948 roku w stosunkach pomiędzy Związkiem Socjalistycznych Republik Radzieckich (ZSRR) a Socjalistyczną Federacyjną Republiką Jugosławii (SFRJ), który doprowadził do oddalenia się SFRJ od kontrolowanego przez Józefa Stalina bloku państw (bloku wschodniego).
Kryzys ten był wynikiem stopniowo narastających napięć między obiema stronami. U jego podłoża stały eksponowana przez Jugosławię „własna koncepcja komunizmu” oraz prowadzenie samodzielnej polityki na arenie międzynarodowej (m.in. zaangażowanie w wojnę domową w Grecji, planowanie stworzenia federacji bałkańskiej czy zaangażowanie w sprawy Albanii, co Stalin odebrał jako chęć uczynienia z niej jugosłowiańskiego protektoratu), które to cechy odróżniały państwo Josipa Broza Tity od innych państw bloku wschodniego. Broz Tito nie reagował na coraz wyraźniejsze „sugestie” Stalina, aby ten całkowicie podporządkował się polityce ZSRR.
Od marca do czerwca 1948 roku ZSRR nasilił atak propagandowy na SFRJ, której zarzucał między innymi: „odejście od koncepcji marksizmu-leninizmu”, „porzucenie pozycji klasowych”, „nacjonalizm”, „zbyt szybką kolektywizację”, „pogwałcenie demokracji wewnątrzpartyjnej” i „antyradzieckość”. Stanowisko ZSRR poparły: Bułgaria, Czechosłowacja, Węgry i Rumunia.
28 czerwca 1948 roku Komunistyczną Partię Jugosławii wykluczono z Kominformu. Państwa bloku wschodniego zrywały stopniowo kontakty z Belgradem; rozpoczęła się izolacja Jugosławii w Europie Środkowo-Wschodniej. Stalinowi nie udało się obalić jugosłowiańskiego przywódcy, głównie za sprawą pomocy gospodarczej Zachodu i polityki wewnętrznej Broz Tity. Jugosłowiańska „własna wizja komunizmu” stała się faktem, co objawiało się między innymi we wprowadzeniu systemu samorządowego oraz polityczno-ekonomicznej decentralizacji, a później również w określaniu przez rady robotnicze polityki przedsiębiorstw, szpitali czy szkół, realizacją „trzeciej drogi” czy polityką niezaangażowania. Jugosławia nigdy nie wróciła do grupy państw podporządkowanych ZSRR.

## Geneza
Jeszcze w trakcie II wojny światowej partia jugosłowiańska wywierała wpływ na pozostałe komunistyczne partie kontynentu. Po zakończeniu wojny KPJ popierała rozszerzenie rewolucji na całą Europę, co odrzucał Stalin obawiający się zbrojnej konfrontacji z Zachodem.
W odróżnieniu od innych demokracji ludowych Europy Środkowo-Wschodniej, Jugosławia wyzwoliła się spod okupacji niemieckiej z jedynie bardzo ograniczonym wsparciem Armii Czerwonej. W wyzwoleniu wiodącą rolę miała partyzantka, a jej lider, Tito, po wojnie umocnił swoją pozycję w KPJ i wśród społeczności. Jego osiągnięcia sprawiły też, że droga obrana przez Jugosławię stała się drogą do naśladowania dla pozostałych przywódców państw socjalistycznych Europy. Chociaż Stalin był sojusznikiem Tity, to ZSRR już w 1945 roku założył w KPJ własne siatki agentów.
Już po wojnie doszło do kilku incydentów zbrojnych pomiędzy Jugosławią a aliantami zachodnimi. Przyczyną konfliktów było nabycie przez Jugosławię dawnych terytoriów Włoch na Istrii, a także miast Zadar oraz Rijeka. Broz chciał włączyć do kraju miasto Triest, co spotkało się z protestami państw zachodnich i w rezultacie doprowadziło do incydentów zbrojnych, takich jak bitwa między samolotami jugosłowiańskimi a amerykańskimi. W okresie 1945–1948 jugosłowiańskie myśliwce zestrzeliły co najmniej cztery samoloty transportowe Stanów Zjednoczonych. Oprócz nieoficjalnych bitew mnożyły się konflikty między Włochami a Jugosławią w Czterostronnej Komisji Granicznej (wytyczającej powojenne granice).
Marszałek Broz poddał też krytyce stanowisko aliantów wobec Austrii. Uważał on bowiem, że Austria powinna ponieść większe konsekwencje swojego udziału w wojnie poprzez korektę jej granic.
W Jugosławii powstał plan „Maksimum”, zakładał on uderzenie na Włochy i Grecję i wywołanie tam rewolucji w przypadku, gdyby Jugosławia została zaatakowana przez któreś z tych państw lub USA. Plany te budziły niepokój u radzieckiego dyktatora i były o tyle możliwe do zrealizowania, że w lipcu 1948 roku po nieudanym zamachu na lidera Włoskiej Partii Komunistycznej, Palmiro Togliattiego, na przemysłowej północy Włoch doszło do zrywów robotniczych.
Tito w greckiej wojnie domowej wprost popierał stronę republikańską, podczas gdy Stalin po rozmowach z Winstonem Churchillem ustalił, że Grecja nie leży w zakresie zainteresowań ZSRR i znajdzie się w brytyjskiej strefie wpływów. Ponadto na granicy z Grecją dochodziło do zbrojnych incydentów. Niepokoje społeczne wybuchły także w sąsiedniej Turcji, co stwarzało zagrożenie, że półwysep ponownie stanie się zarzewiem nowego konfliktu. Atmosferę podgrzewał fakt ingerencji USA w wewnętrzne sprawy pogrążonych w chaosie krajów.
Josip Broz przyjął w Jugosławii antyfaszystowskich partyzantów hiszpańskich, którzy mieli powrócić do Hiszpanii i dołączyć do antyfrankistowskiego ruchu oporu. W 1948 roku do Belgradu przybyła delegacja komunistów hiszpańskich, która chciała uzyskać poparcie Jugosławii dla ewentualnego powstania antyfrankistowskiego. Stalin konsekwentnie opowiadał się przeciwko poparciu republikańskich partyzantek w Grecji i Hiszpanii. 10 lutego 1948 roku, na moskiewskim spotkaniu z komunistami z Jugosławii i Bułgarii, Stalin opowiedział się „za ukróceniem ich [partyzantów greckich] walki i zaprzestaniem pomocy, której udziela się im z terytorium Jugosławii, Albanii i Bułgarii”. Wbrew Stalinowi, 21 lutego Broz zwrócił się do greckiego ruchu oporu, aby ten kontynuował walkę zbrojną i obiecał im udzielenie pomocy.
Stalin uważał poczynania Tity za prowokacje. Był zdania, że jego polityka doprowadzi do wojny, do której ZSRR po stratach poniesionych w wyniku wojny światowej nie jest przygotowany. Jugosławia nie zgodziła się na proponowane przez ZSRR tworzenie przedsiębiorstw mieszanych, które mogły spowodować objęcie kontrolą ZSRR niektórych gałęzi jugosłowiańskiej gospodarki. Jugosłowiańscy komuniści odrzucili plan, według którego Jugosłowianie odstąpić mieli od uprzemysłowienia. W odróżnieniu od innych komunistycznych przywódców, Tito nie uzgadniał polityki zagranicznej z radzieckim ministrem spraw zagranicznych, a radzieccy doradcy wojskowi i cywilni byli odprawiani, gdy krytykowali drogę rozwoju wybraną przez titoistów. Tito uważał, że „potrzebni nam są radzieccy eksperci, instruktorzy i specjaliści, ale nie są nam potrzebni komendanci, bo nauczyliśmy się dowodzić i sami możemy to robić”. Spore problemy stronie radzieckiej przyniósł generał Koča Popović, pełniący rolę szefa sztabu generalnego. Popović krytykował doradców wojskowych z ZSRR, wytykał im wtrącanie się w wewnętrzne sprawy Jugosławii i oskarżał ich o próby ograniczenia potencjału militarnego kraju w myśl radzieckiej strategii „armia radziecka obroni cały obóz”. Z inicjatywy Tity Jugosławię opuścił radziecki generał Nikołaj Dronow, który skrytykował generała Popovića. Stalin bał się, że Jugosławia stanie się drugim, konkurencyjnym wobec ZSRR, ośrodkiem bloku wschodniego, który przyciągnie do siebie inne kraje.

## Przebieg

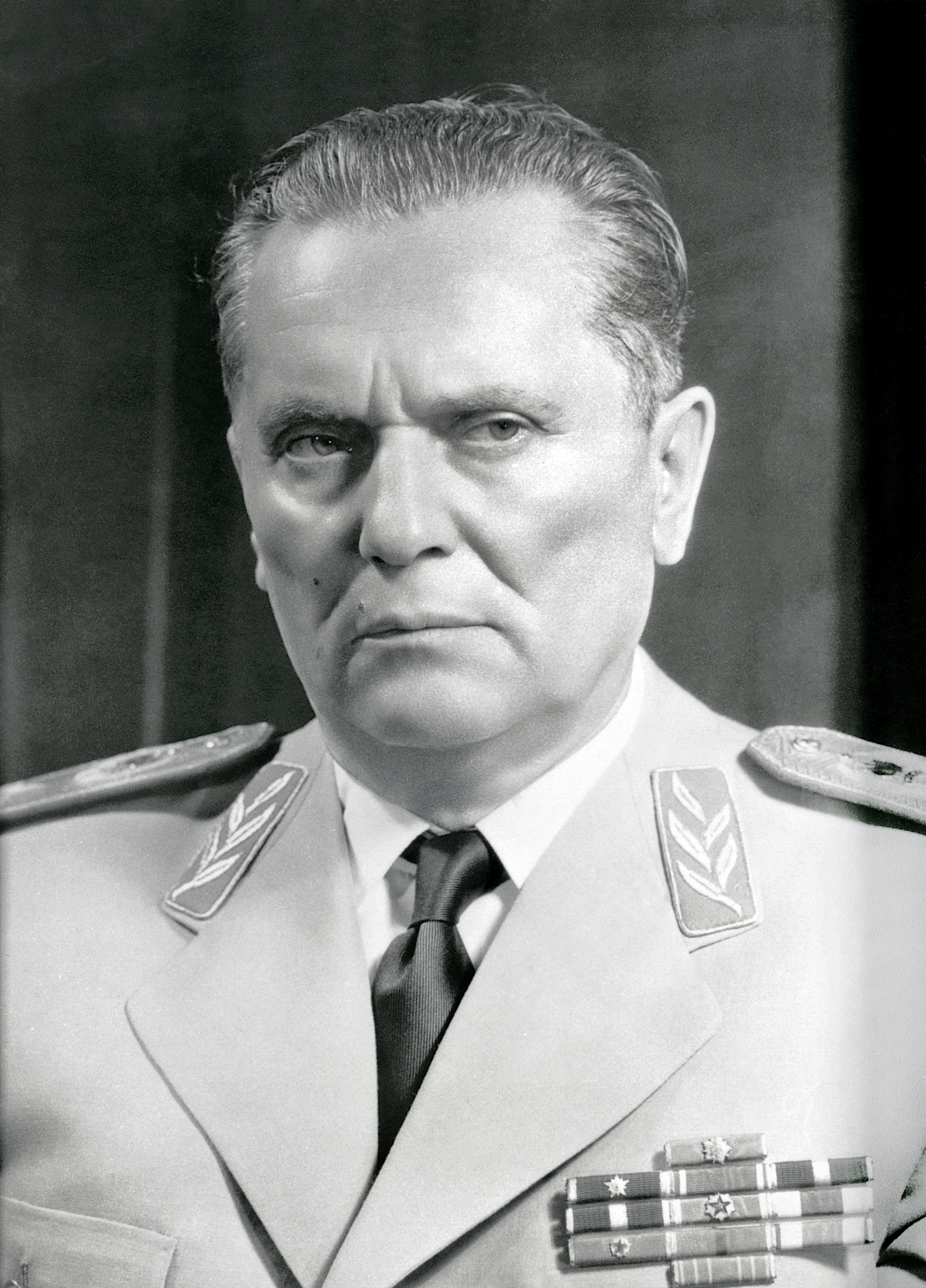
Josip Broz Tito

W zimie 1948 roku do ZSRR przybyła delegacja z Jugosławii. W rozmowach wziął udział również reprezentant Bułgarii, Georgi Dymitrow. Na spotkaniu dyskutowano nt. utworzenia ewentualnej Federacji Jugosłowiańsko-Bułgarskiej. Stalin oskarżył przy tym Titę, że chce on zjednoczyć się w jedno państwo z Albanią (dowodami miały być stworzenie projektu połączenia armii dwóch państw, działania armii Jugosławii w Albanii – w obawie przed inwazją grecką – czy współpraca gospodarcza między krajami). Stalin potępił tę politykę i stwierdził, że zadaniem Jugosławii powinno być połączenie się z Bułgarią, a następnie utworzenie Federacji Bałkańskiej z udziałem Albanii. Nie zgodził się na to Tito, który uznał, że Bułgaria powinna stać się republiką związkową Jugosławii (na co z kolei nie godzili się Bułgarzy, którzy widzieli w tym próbę ograniczenia ich niezależności – Bułgaria przystała jedynie na możliwość konfederacji). Po sporze, w geście ostrzeżenia, Sowieci wycofali z Jugosławii swoich doradców. Po tych wydarzeniach przywódca Jugosławii, zmotywowany chęcią stworzenia silnej i niezależnej gospodarki, otwarcie skrytykował Stalina. 27 marca Stalin wysłał Ticie list, w którym określił on stanowisko Jugosławii jako „antyradzieckie”, określił on komentarze Tity odnośnie do ZSRR i WKP(b) jako lewicowe frazesy powołując się przy tym na komentarze, w których Tito stwierdził m.in. że „w ZSRR panuje wielkomocarstwowy szowinizm”, „socjalizm w ZSRR przestał być rewolucyjny”, „WKP(b) jest zwyrodniała”, a to Jugosławia jest reprezentantem prawdziwego „rewolucyjnego socjalizmu”. Dyktator porównał Titę do Lwa Trockiego, a list w imieniu ZSRR zakończył słowami „Uważamy, że kariera polityczna Trockiego jest wystarczająco pouczająca”. Ze strony stalinowskiej pod adresem KPJ padły oskarżenia o złe traktowanie radzieckich doradców, oddanie czołowych stanowisk w rządzie w ręce agentów Zachodu czy przyjęcie doktryny trockistowskiej (co było w warunkach bloku wschodniego poważnym oskarżeniem).
Jeszcze w lutym 1948 roku, gdy marszałek Tito zachorował, Stalin zaoferował wysłanie do niego swojego osobistego lekarza. W czasie operacji wycięcia wyrostka doszło do sporu między lekarzami – sowieccy lekarze po skończonym zabiegu chcieli przeprowadzić ponowną operację, tłumacząc to skrętem kiszek. Ponownemu zabiegowi sprzeciwili się obecni na sali Jugosłowianie. Po latach przyjaciel Tity, Milan Źeźelj, wspominał, że projekt ponownej operacji narodził się wtedy, gdy lekarze jugosłowiańscy nie byli na sali obecni, a gdy tylko zobaczył, że radzieccy lekarze wyciągają nieznane mu leki, pośpiesznie zamknął ich w pokoju i wezwał pozostałych lekarzy. Według radzieckiego historyka Roja Miediediewa, po incydencie Tito wysłał do ZSRR telegram, w którym twierdził, że lekarze wysłani przez Stalina próbowali go zamordować.
Marszałek, chcąc zapewnić sobie wsparcie partii w walce ze Stalinem, zwołał posiedzenie plenarne Komitetu Centralnego KPJ. Odbyło się ono w nocy z 12 na 13 kwietnia, na plenum przygotowano odpowiedzi na zarzuty postawione przez Stalina. Poproszono stronę sowiecką o wysłanie do Jugosławii zespołu, który mógłby pomóc w rozwiązaniu wszystkich sporów i zaprotestowano przeciwko naruszaniu suwerenności i niepodległości Jugosławii. Odmówiono udziału w dyskusji ideologicznej i odpowiedziano na oskarżenia personalne.
Zanim Komitet Centralny dostał odpowiedź z ZSRR, swoje listy wysłały KC partii węgierskiej, rumuńskiej, bułgarskiej i czechosłowackiej, w których skrytykowały one politykę Jugosławii i wyraziły solidarność ze Związkiem Radzieckim. Tito nie został poddany krytyce jedynie przez Polską Partię Robotniczą, na czele której stał wtedy Władysław Gomułka.
Na wiosnę Tito wysłał do Stalina list, w którym domagał się naprawy błędów radzieckiej wersji systemu socjalistycznego. Radziecka odpowiedź doszła w dniu 4 maja. Przedstawiciele ZSRR upomnieli Titę i Komunistyczną Partię Jugosławii oraz ogłosili, że nie mają zamiaru naprawiać tego, co Tito nazwał błędami systemowymi. Strona radziecka zauważyła, że duma rządu Jugosławii opiera się na sukcesach w walce z Niemcami, stąd też w liście przypomniano, jakoby to Armia Czerwona uratowała partyzantów przed zniszczeniem. Odpowiedź Broza nadeszła 17 maja – jugosłowiański przywódca poinformował w niej, że sprawa ta zostanie rozstrzygnięta na czerwcowym posiedzeniu Kominformu. W obawie przed frontalnym atakiem na jugosłowiańskich komunistów Tito nie zjawił się jednak na zjeździe. Stalin wysłał kolejne listy 19 i 22 czerwca, ponownie zaatakował KP Jugosławii i oznajmił, że problem jugosłowiański będzie przedyskutowany na zjeździe Kominformu niezależnie od tego, czy pojawią się na nim Jugosłowianie. Dyktator krytycznie odniósł się do zrównania przez Jugosłowian ZSRR z krajami imperialistycznymi i stwierdził, że zasługi KPJ są takie same jak zasługi innych partii bloku wschodniego, a nawet są mniejsze od zasług KP Francji i Włoch.
Wiedząc, że Kominform ma wśród członków KPJ bardzo duże poparcie, Tito starał się jeszcze dojść do porozumienia ze Stalinem, poza tym zbyt wczesne rozstanie się z blokiem wschodnim nie było korzystne dla Jugosławii ze względu na jej konflikt z mocarstwami zachodnimi. Ponadto wśród Czarnogórców i Serbów popularna była opcja prorosyjska, historycznie związana z okresem walk z Turkami. Na kolejnym ze spotkań Komitetu Centralnego ustalono, że w lipcu ruszy V kongres Partii, na którym Tito odwoła się do całej partii, a partia nie weźmie udziału w spotkaniu Biura w Bukareszcie. W obliczu kryzysu Tito rozważał podanie się do dymisji, od pomysłu odciągnęło go jednak jego najbliższe otoczenie. 28 czerwca 1948 roku usunięto KPJ z Kominformu, powołując się przy tym na „nacjonalistyczne elementy”, które miały rzekomo przejąć dominującą pozycję w kierownictwie KPJ. Negowanie radzieckiego przywództwa przyniosło Ticie duży rozgłos na świecie, ale również zapoczątkowało okres niestabilności, często zwany okresem Informbiura (Biura Informacyjnego).

### Walki między stalinistami a titoistami
Stosunkowo duża część komunistów jugosłowiańskich opowiedziała się za polityką Kominformu, np. w Czarnogórze za instytucją opowiedziało się czterech spośród dziewięciu członków tamtejszego komitetu KPJ, niektóre komitety miejskie i jedna trzecia działaczy partii komunistycznej. Staliniści w Czarnogórze próbowali nawet utworzyć własny ruch partyzancki.
Do frakcji kominformowców dołączył generał Arso Jovanović – dawny wojskowy armii królewskiej, który przeszedł do wojsk Tity. ZSRR prawdopodobnie chciał powołać w Bukareszcie satelicki rząd emigracyjny Jugosławii, do którego dołączyć miał Jovanović. Został on jednak zastrzelony podczas nielegalnej próby przekroczenia granic, usiłując przedostać się do stalinowskiej Rumunii (gdzie przeniesiono kierownictwo Kominformu).
W kraju rozpoczęły się represje na miejscowych sympatykach stalinizmu. Duża część zagorzałych stalinistów trafiła do więzienia o zaostrzonym rygorze na wyspie Goli otok (kwestią kontrowersyjną jest, czy przywódca Jugosławii wiedział o istnieniu takiego więzienia).
Związek Radziecki rozpoczął blokadę ekonomiczną kraju, jednocześnie próbując dokonać przewrotu. Nowym przywódcą kraju miał zostać Andrija Hebrang – lider chorwackich komunistów, odsunięty od władzy z powodu skłonności nacjonalistycznych. Titoiści oskarżyli Hebranga o szpiegostwo i chęć oderwania Chorwacji od Jugosławii, na skutek czego został on skazany i stracony. Kominform ogłosił, że KPJ znajduje się „w rękach morderców i szpiegów”, a Tito wybudował w kraju „reżim policyjny typu faszystowskiego”.
Wraz z uznaniem przez ZSRR titoizmu za szkodliwą frakcję w ruchu komunistycznym rozpoczęła się czystka, wymierzona w prawdziwych bądź rzekomych „titoistów” w całym bloku komunistycznym. Gdy w 1949 roku kryzys był na granicy przerodzenia się w konflikt wojenny, na północnej granicy Jugosławii zaczęły się zbierać wojska węgierskie i radzieckie.
Stalin wykorzystał rozłam radziecko-jugosłowiański jako element walki z opozycją antystalinowską w partiach komunistycznych państw demokracji ludowej, a z tamtejszych partii rozpoczęto wydalanie rzekomych „titoistów”. Jednym z takich procesów był proces 14 wysokich rangą działaczy komunistycznych z Czechosłowacji, w tym Rudolfa Slánskýego. Stalin rozpoczął czystkę wśród czechosłowackich komunistów, mającą zapobiec ich dążeniom do „własnej drogi do socjalizmu” głoszonej przez Titę.
Rząd ZSRR według Jugosłowian próbował kilkukrotnie zamordować Titę. W korespondencji między dwoma przywódcami, Tito otwarcie napisał o tym, że Stalin wysłał na niego pięciu zabójców, w tym jednego z karabinem i bombą. Zagroził przy tym wysłaniem zabójcy do Moskwy w celu zabicia oponenta.
ZSRR zorganizował grupę zamachowców złożonych z jugosłowiańskich imigrantów. Przed śmiercią Stalina zabójstwem Tity zająć się miał agent Józef Grygulewicz.

## Następstwa
Na granicy z innymi państwami socjalistycznymi zdarzały się incydenty zbrojne, a w kraju dochodziło do inicjowanych przez stalinistów zamachów czy aktów sabotażu. Tito spodziewał się interwencji zbrojnej państw bloku wschodniego w Jugosławii, dlatego też zdecydował się na przenoszenie fabryk z terenów zagrożonych atakiem, zaś cywile szykowani byli do prowadzenia wojny partyzanckiej na wypadek zajęcia Jugosławii przez wojska interwencyjne. Z powodu małego potencjału wojskowego Tito zwrócił się o pomoc militarną do NATO. Rząd Jugosławii pod hasłem „fabryki robotnikom” zaczął tworzyć rady robotnicze. W pismach klasyków marksistowskich titoiści zaczęli doszukiwać się alternatywy wobec stalinowskiej wersji komunizmu. Głosili, że w okresie budowy socjalizmu państwo nie może pełnić funkcji molocha, lecz musi stopniowo obumierać. Model ten nazwany został „socjalizmem samorządowym”.
Rozłam okazał się kluczowy dla rozwoju globalnego ruchu komunistycznego. Wielu komunistów przyjęło reformy w Jugosławii jako bunt przeciwko totalitaryzmowi Stalina.
Tito, jako jedyny lider komunistyczny w Europie, zdołał skutecznie przeciwstawić się przywództwu Stalina. W Jugosławii zdecydowano, że zadaniem KPJ jest budowa nowej metody urzeczywistnienia idei marksizmu-leninizmu w gospodarce i systemie społecznym.
Postawa Tity przyniosła mu międzynarodowe uznanie, ale wywołała też okres niestabilności wewnętrznej, zwany okresem Informbiura. Odcięcie się od stalinizmu umożliwiło Jugosławii dostęp do pomocy ze strony USA i Stowarzyszenia Współpracy Gospodarczej (ECA) – instytucji odpowiedzialnej za plan Marshalla. Jugosławia nie zgodziła się jednak na dołączenie do bloku zachodniego i przez okres zimnej wojny pozostawała państwem niezaangażowanym po żadnej ze stron.

## Normalizacja stosunków z ZSRR
Po śmierci Stalina w 1953 roku, stosunki między obydwoma państwami zostały znormalizowane, Jugosławia uzyskała pomoc z ZSRR i RWPG. W ten sposób Tito grał antagonizmami Wschód-Zachód na korzyść Jugosławii. Jesienią 1951 roku podpisał z Amerykanami umowę dotyczącą pomocy militarnej. Pomoc przekazana przez mocarstwa zachodnie w latach 1951-1954 wyniosła 407 milionów dolarów, z czego 82% zapewniło USA. Jugosławia równocześnie stała się rzecznikiem ruchu niezaangażowania, czyli „trzeciej drogi” – grupy państw niezainteresowanych udziałem w żadnym z bloków zimnej wojny. W 1952 roku na VI kongresie KPJ Tito poinformował, że blokada gospodarcza zorganizowana przez blok wschodni przyniosła straty w wysokości 429 milionów dolarów amerykańskich, a koszt ochrony kraju przed ewentualną agresją wyniósł 1,407 miliarda dolarów. Na kongresie partii Broz Tito skrytykował zarówno Zachód, jak i Wschód.